# Marcelle Romée
Marcelle Romée, nom de scène de Marcelle Arbant, est une actrice française, pensionnaire de la Comédie-Française, née le 7 février 1903 à Neuilly-sur-Seine (Seine), morte le 3 décembre 1932 à Chatou (Seine-et-Oise).

## Biographie
Marcelle Romée naît le 7 février 1903 à Neuilly-sur-Seine. Sa famille refuse qu'elle soit comédienne, aussi c'est en cachette qu'elle suit les cours de Jules Leitner, sociétaire de la Comédie-Française. Elle est reçue au Conservatoire où, en 1926, elle obtient le premier prix de tragédie, puis devient pensionnaire à la Comédie-Française.
Le cinéaste Louis Mercanton insiste pour qu'elle joue dans son premier film, La Lettre en 1930. Puis en 1931 elle joue dans Le Cap perdu de Ewald André Dupont, la femme du gardien de phare interprété par Harry Baur et dans Une nuit à l’hôtel de Léo Mittler, dont l’intrigue se déroule dans un palace de la Côte d'Azur. En 1931 elle incarne l’héroïne de Cœur de lilas de Anatole Litvak, soupçonnée d’un meurtre et amoureuse de l’inspecteur chargé de l’enquête, qu'interprète André Luguet.
Mais, quoique considérée comme un des grands espoirs du cinéma et du théâtre français, elle est sujette à de graves accès de dépression. Alors qu’elle commence le tournage de son cinquième film, elle est hospitalisée à la Villa des Pages, une maison de repos du Vésinet.
Marcelle Romée s'en échappe et se suicide en se jetant dans la Seine au pont de Chatou, le 3 décembre 1932.
Elle repose au cimetière du Père-Lachaise (division 65).

## Filmographie
- 1930 : La Lettre de Louis Mercanton (Leslie Bennett)
- 1931 : Le Cap perdu d'Ewald André Dupont (Hélène)
- 1931 : Une nuit à l'hôtel de Léo Mittler (Marion Barnes)
- 1931 : Cœur de lilas d'Anatole Litvak, (Lilas)

## Théâtre
- 1926 : Le Misanthrope de Molière, Comédie-Française : Eliante
- 1926 : Britannicus de Jean Racine, Comédie-Française : Junie
- 1927 : Les Flambeaux de la noce de Saint-Georges de Bouhélier, Comédie-Française
- 1928 : Le Legs de Marivaux, Comédie-Française : Hortense
- 1930 : Les Trois Henry d'André Lang, mise en scène Émile Fabre, Comédie-Française